# Mircea Cantor
Mircea Cantor (născut în 1977 la Oradea în România) este un artist care, prin lucrările sale, se angajează într-o critică subtilă a societății contemporane.
Trăiește și lucrează între Paris și Cluj.

## Parcurs artistic
Mircea Cantor a studiat la Universitatea de Artă și Design din Cluj-Napoca și la Școala Superioară de Artă de la Nantes Saint-Nazaire. 
Lucrările sale mărturisesc reflecția critică asupra aspectelor pozitive și negative ale globalizării. Urmându-l pe Marcel Duchamp, Cantor folosește obiecte gata făcute sau chiar iconografie pentru a expune ambiguitatea vieții cotidiene în postmodernism, adică într-o epocă în care asistăm la procesul de amestecare culturală din cauza prăbușirii diferitelor frontiere (geografice, simbolice, culturale). Mijloacele de exprimare ale lui Cantor sunt foarte diverse: video, animație, sculptură, desen, pictură și instalații.
Lucrările sale sunt prezente în colecțiile unor mari muzee precum Museum of Modern Art (New York, Statele Unite ale Americii), Walker Art Center (Minneapolis, Statele Unite ale Americii), Philadelphia Museum of Art (Philadelphia, Statele Unite ale Americii), Centre Pompidou (Paris, Franța), The Israel Museum (Ierusalim, Israel), Museo Nacional Centro de Arte Reina Sofía (Madrid, Spania), Abteiberg Museum (Mönchengladbach, Renania de Nord-Westfalia, Germania).
Cantor este reprezentat la Paris de către Yvon Lambert, la Tel Aviv de Dvir Gallery și la Roma de Magazzino.

## Premii și distincții
- 2004: laureat al premiului fundației Paul-Ricard
- 2011: laureat al premiului Marcel-Duchamp.